# Melodifestivalen 1992
Celebrado en Cirkus de Estocolmo el 14 de marzo de 1992, el Melodifestivalen fue presentado por Adde Malmberg y Claes Malmberg, con la dirección de orquesta de Anders Berglund.
El periódico Aftonbladet realizó, como venía siendo normal, una encuesta telefónica entre sus lectores, en la que salió vencedora Lizette Pålsson. 
| Nr. | Artista                  | Canción                    | Texto/Música                                    | Puntos | Posición |
| --- | ------------------------ | -------------------------- | ----------------------------------------------- | ------ | -------- |
| 1   | Angel                    | Venus Butterfly            | Bert Karlsson y Lennart Clerwall                | -      | -        |
| 2   | Therese Löf              | Ingenting går som man vill | Peter Grönvall y Nanne Nordqvist                | -      | -        |
| 3   | Christer Björkman        | I morgon är en annan dag   | Niklas Strömstedt                               | 64     | 1        |
| 4   | Anna Nederdal            | Ingen annan än du          | John Ekedahl y Tommy Kaså                       | -      | -        |
| 5   | Lizette Pålsson y Bizazz | Som om himlen brann        | Jane Larsson y Leif Larsson                     | 59     | 2        |
| 6   | Shanes                   | Upp, flyger vi, upp        | Björn Ander Andersson                           | -      | -        |
| 7   | Py Bäckman               | Långt härifrån             | Py Bäckman y Anders Olausson                    | 33     | 5        |
| 8   | Maria Rådsten            | Vad som än händer          | Ulf Söderberg, Peter Grönvall y Nanne Nordqvist | 41     | 3        |
| 9   | Kikki Danielsson         | En enda gång               | Hans Skoog y Martin Klaman                      | 34     | 4        |
| 10  | Lena Pålsson & Wizex     | Jag kan se en ängel        | Kaj Svenling y Johnny Thunqvist                 | -      | -        |

## Sistema de votación
Cada uno de los 11 distritos en los que se encuentra dividido el país (siguiendo un modelo de la televisión sueca) cuenta con un jurado que otorga 8, 6, 4, 2 o 1 puntos a cada una de las canciones.
| Artista          | Luleå | Umeå | Sundsvall | Falun | Örebro | Karlstad | Gotemburgo | Malmö | Växjö | Norrköping | Estocolmo | Total | Posición |
| ---------------- | ----- | ---- | --------- | ----- | ------ | -------- | ---------- | ----- | ----- | ---------- | --------- | ----- | -------- |
| Björkman         | 4     | 4    | 4         | 6     | 6      | 6        | 8          | 6     | 8     | 6          | 6         | 64    | 1        |
| Pålsson & Bizazz | 1     | 8    | 8         | 2     | 8      | 4        | 4          | 8     | 4     | 4          | 8         | 59    | 2        |
| Bäckman          | 2     | 1    | 1         | 4     | 1      | 1        | 6          | 2     | 6     | 8          | 1         | 33    | 5        |
| Rådsten          | 6     | 6    | 2         | 1     | 4      | 8        | 2          | 4     | 2     | 2          | 4         | 41    | 3        |
| Danielsson       | 8     | 2    | 6         | 8     | 2      | 2        | 1          | 1     | 1     | 1          | 2         | 34    | 4        |